# 艾力克斯·伍德
羅伯特·亞歷山大·伍德（英語：Robert Alexander Wood，1991年1月12日—），為前美國職棒大聯盟的投手，生涯曾效力過勇士、紅人、道奇、巨人與運動家等隊，並於2013年登上大聯盟。

## 職業生涯

### 亞特蘭大勇士
2012年美國職棒大聯盟選秀，勇士隊在第二輪選進了伍德。該年他從1A開啟職業生涯，他出賽13場比賽，拿下4勝3敗，防禦率2.22。2013年，他升上2A。
後來他在2A出賽10場比賽，防禦率僅1.26。勇士隊隨即在5月30日讓他直升大聯盟，完成他在大聯盟的初登板。6月18日，伍德首度先發上場，不過他失1分吞下敗投。
2014年，伍德拿下11勝11敗，防禦率2.78，並送出170次三振。

### 洛杉磯道奇
2015年7月30日，道奇、馬林魚與勇士進行三方交易。道奇得到伍德、麥特·拉托斯、麥可·摩士、布朗森·阿洛尤、吉姆·詹森、Luis Avilán與José Peraza，馬林魚得到Victor Araujo、Jeff Brigham與Kevin Guzman，而勇士隊得到埃克托尔·奥利韦拉、Paco Rodriguez、Zachary Bird與2016年的平衡選秀權。2015年下半季，伍德投出5勝6敗，防禦率4.35的成績。
2016年球季，伍德進入球隊的先發名單。不過他在前10場先發僅拿下1勝4敗，防禦率3.99的成績。5月21日，伍德主投6局，送出個人新高的13次三振。5月30日先發完之後，伍德被檢查出左手肘受傷，他也進入傷兵名單。後來他因為動了手肘清創術而幾乎缺席整個下半球季。總計他該年拿下1勝4敗，防禦率3.73。2016年國家聯盟冠軍賽，伍德在系列賽主投2局無失分。球季結束後，他與球隊簽下280萬美元的延長合約。
2017年，伍德轉戰牛棚，後來因為里奇·希爾受傷又重回先發輪值。他在5月中拿下國聯單週最佳球員，又拿下5月份的國聯單月最佳投手。該月他拿下5勝0敗，防禦率1.27，送出41次三振。中間他還一度締造連續28局無失分的紀錄。7月5日，伍德拿下第10勝。10勝0敗的成績也是道奇隊史繼1955年的Don Newcombe後，首度達成此紀錄的投手。如此優異的表現也使得他在這一年首度入選明星賽。總計這一年他拿下16勝3敗，防禦率2.72。2017年國家聯盟冠軍賽，伍德先發4+2⁄3局失3分。2017年世界大賽，他在第四場先發5+2⁄3局僅失1分，第七場還上場後援2局無失分。球季結束後，伍德再與球隊簽下1年600萬美元的合約。2018年，他拿下9勝7敗。

### 辛辛那提紅人
2018年12月21日，道奇用伍德、麥特·坎普、亞塞爾·普伊格與Kyle Farmer向紅人交易荷馬·貝利、Jeter Downs與Josiah Gray。不過來到紅人後，伍德幾乎都在養傷。2019年他僅拿下1勝3敗，防禦率5.80。

### 重回洛杉磯
2020年1月12日，伍德以1年400萬美元的合約加盟老東家道奇。

## 技術特點
伍德的主要球種有四縫線快速球(91-95英里)、二縫線快速球(91-95英里)、變速球(84-85英里)和彈指曲球(79-81英里)。

## 個人生活
2017年11月25日，伍德在喬治亞州結婚。

## 外部連結
- 艾力士·伍德在美國職棒官網（英语）
- 艾力士·伍德在Baseball-Reference.com（大聯盟）（英语）
- 艾力士·伍德在Baseball-Reference.com（小聯盟以及海外聯盟）（英语）
- 艾力士·伍德在ESPN（MLB）（英语）
- 艾力士·伍德在FanGraphs.com（英语）
- 艾力士·伍德在Retrosheet（英语）
- 艾力士·伍德在The Baseball Cube（英语）
- 艾力克斯·伍德在台灣棒球維基館上的頁面（繁體中文）
- 艾力克斯·伍德的X（前Twitter）